# Colonia Popular

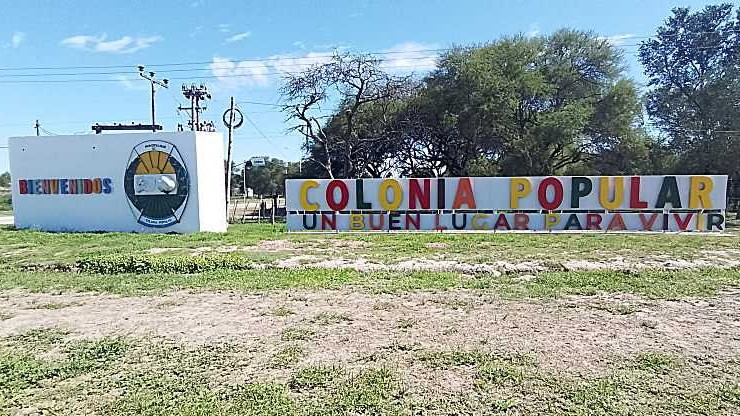
Cartel de ingreso a la Colonia Popular, sobre Ruta Nacional 16 mano a Resistencia.

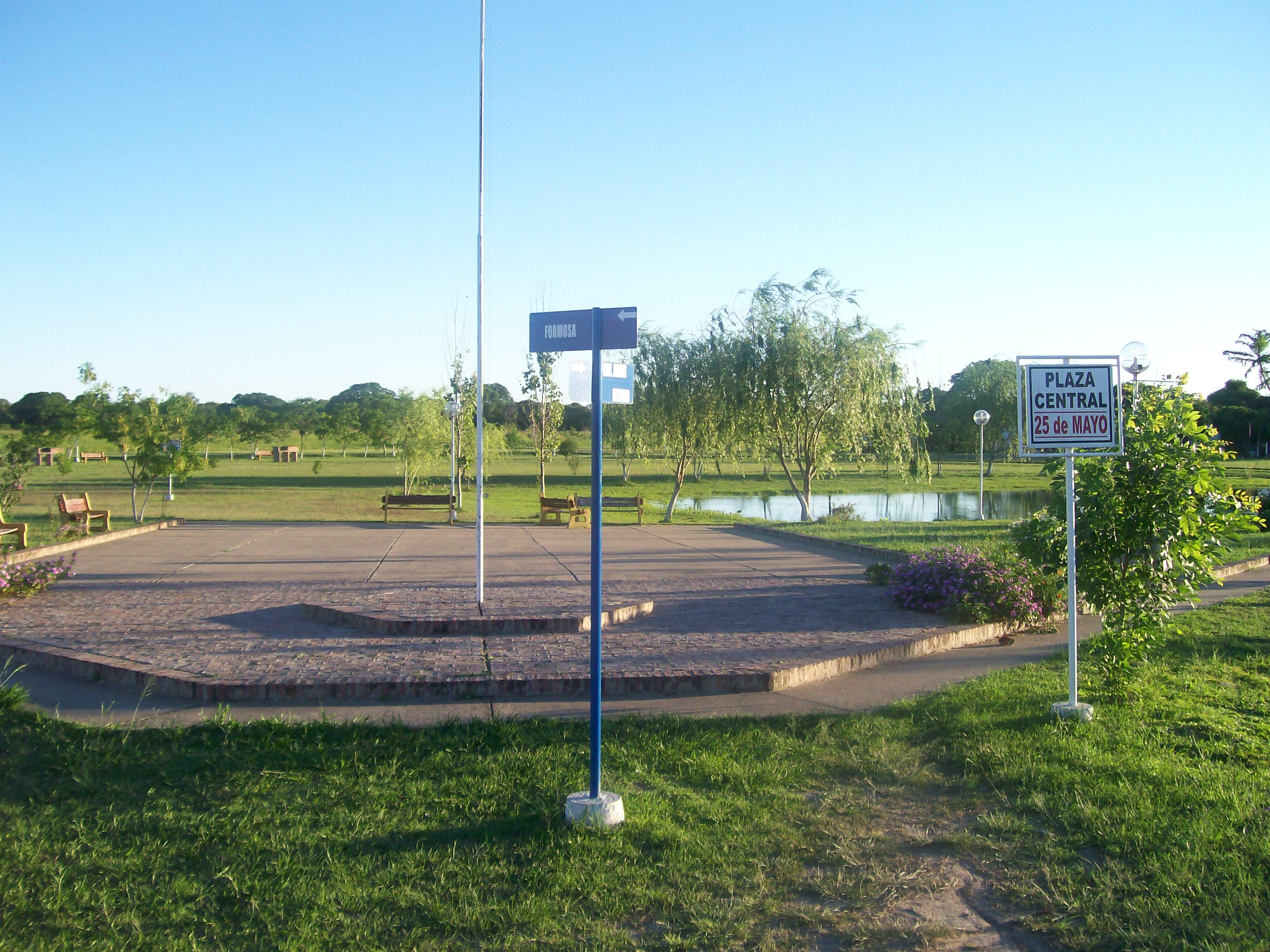
Plaza 25 de Mayo, la plaza principal de Colonia Popular.

Colonia Popular es una localidad y municipio ubicado en el sudeste de la provincia del Chaco, Argentina, dentro del departamento Libertad. Fue una de las primeras colonias del Chaco, fundada dentro del proceso de expansión iniciado a partir de la Colonia Resistencia. Actualmente es el municipio menos poblado de la provincia.

## Origen del nombre

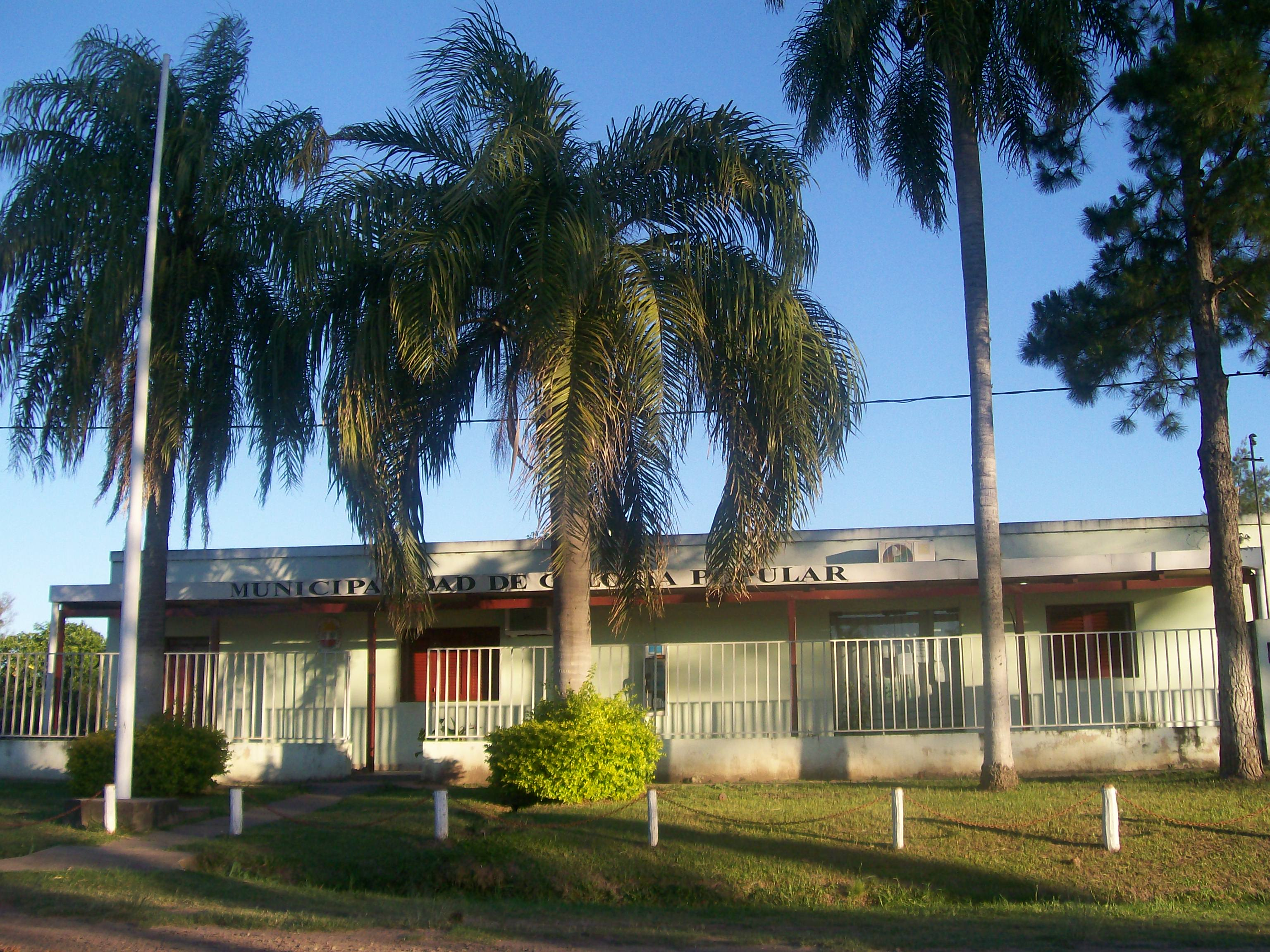
Sede de la Municipalidad.

“La Colonizadora Popular” era el nombre de la compañía que se encargó del poblamiento del lugar. Los propios pobladores fueron imponiendo el nombre de la compañía a la zona, el cual quedó formalizado con la creación de la colonia en 1907.

## Historia
Los antecedentes de Colonia Popular se pueden encontrar por el año 1878 como parte de la creación del Territorio nacional del Chaco, tras la fundación de la actual Ciudad de Resistencia. Los primeros pobladores de la zona fueron unas 30 familias de origen italiano, quienes remontaron el río Negro hasta llegar al lugar. La iniciativa estatal quedó rápidamente agotada, pasando la tarea de poblamiento en las tierras aledañas a manos privadas, donde cada compañía resultaba acreedora de una importante extensión de tierra que debía colonizar en 3 años.
La empresa B. Novaró & Cía. obtuvo una concesión de 80.000 hectáreas, pero al no poder cumplir con su parte cedió la mitad de la misma a La Colonizadora Popular. A pesar del quiebre económico de la empresa, la zona ya había adquirido el nombre de la firma y fue el inicio del poblamiento, al margen de la precariedad de sus habitantes. La misma compañía, además, encararía la creación de las comunidades de Colonia Benítez y Margarita Belén.
La mensura de los campos se había iniciado en 1886 por el ingeniero Estanislao Rojas. En 1893, el ingeniero Alfredo Friendel hizo lo propio con el trazado de la zona urbana. La colonia fue creada oficialmente por Decreto del Poder Ejecutivo Nacional el 25 de abril de 1907, bajo la presidencia de José Figueroa Alcorta, sobre una superficie de 200 hectáreas. En 1908 la superficie se extendió hasta las 800 hectáreas, comenzando la escrituración de los lotes. Las chacras y quintas se utilizaron para el cultivo del algodón, maíz, girasol y cítricos. El crecimiento de la población se vio acompañado por almacenes, escuela, comisaría y otros servicios públicos. La Comisión de Fomento tuvo protagonismo tanto en el ordenamiento edilicio como en los caminos, alcanzando unos 1.025 habitantes en 1935, cifra que descendió hasta la mitad por la emigración de los pioneros.

## Vías de comunicación

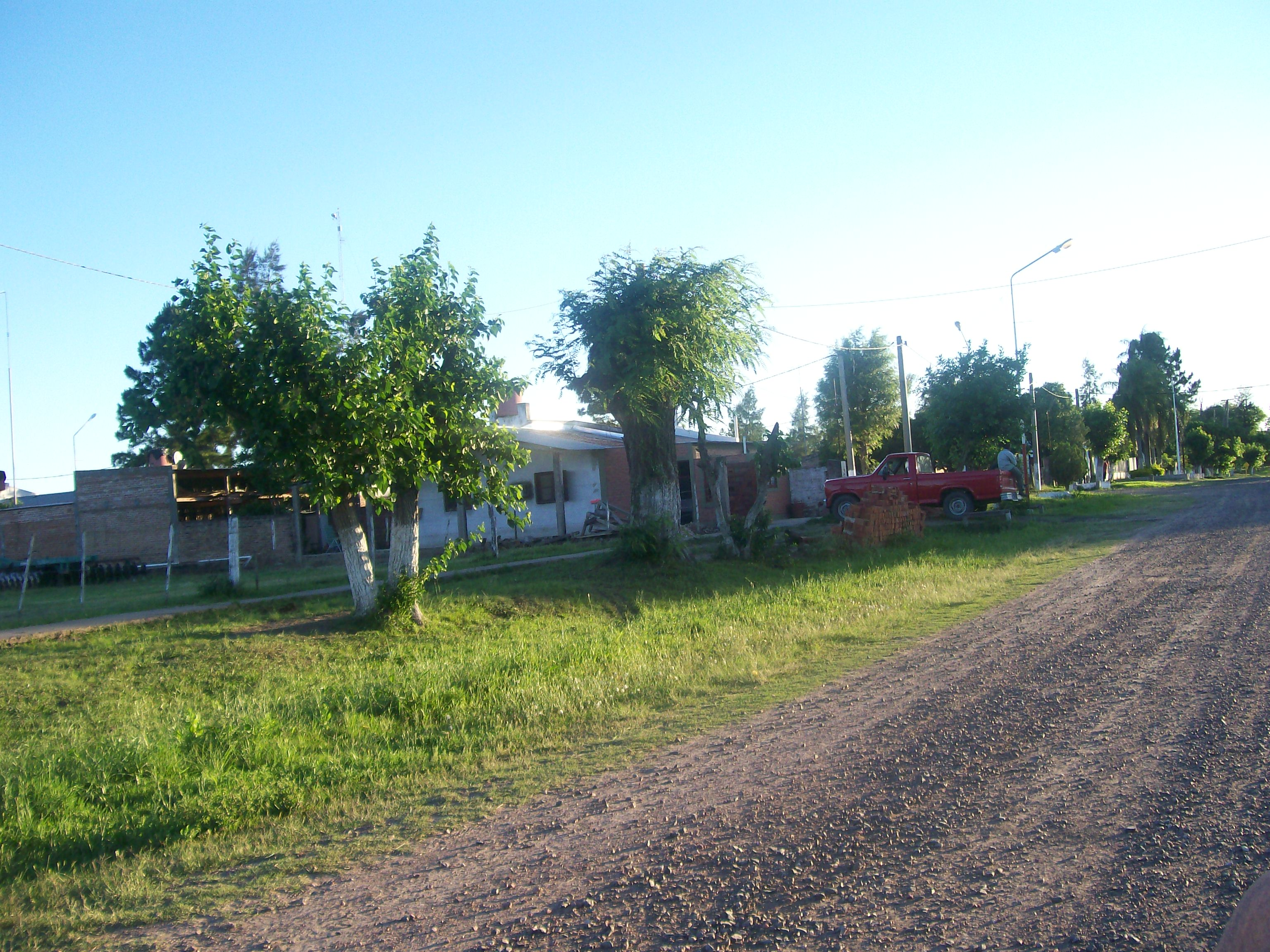
Calle principal, que la comunica con la Ruta Nacional 16.

El principal acceso es un camino pavimentado de 750 metros que la vincula con la ruta Nacional 16 (asfaltada), esta a su vez la comunica con Puerto Tirol y Resistencia al sudeste, y con Laguna Blanca y Presidencia Roque Sáenz Peña al noroeste.

## Población
Cuenta con 191 habitantes (Indec, 2010), lo que representa un incremento del 41,5% frente a los 135 habitantes (Indec, 2001) del censo anterior. En el municipio la población ascendía a 461 en 2001 y 376 habitantes en 1991 (incremento del 22,6%). Colonia Popular es el municipio menos poblado del Chaco, y también la localidad cabecera de municipio menos poblada de la provincia.
Dentro del ejido municipal se halla la localidad de Puerto Bastiani.
| Gráfica de evolución demográfica de Colonia Popular entre 1991 y 2010 |
|                                                                       |
| Fuente: Censos nacionales del INDEC                                   |